# Holger Kühnlenz
Holger Uwe Kühnlenz (* 9. Januar 1961 in Nordhorn) ist ein deutscher Politiker (AfD). Seit 2022 ist er Abgeordneter des Niedersächsischen Landtags.

## Leben
Kühnlenz ist von Beruf Fachkraft für Arbeitssicherheit. Er ist verheiratet und lebt in Nordhorn.

## Politik
Kühnlenz ist Mitglied der AfD. Seit den Kommunalwahlen in Niedersachsen 2021 ist er Mitglied des Rates von Nordhorn. 
Kühnlenz trat bei der Bundestagswahl 2021 im Wahlkreis Unterems und bei der Landtagswahl in Niedersachsen 2022 im Wahlkreis Grafschaft Bentheim an. Bei der Bundestagswahl verfehlte er den Einzug in den Bundestag. Bei der Landtagswahl zog er über Platz 13 der AfD-Landesliste in das Parlament ein. Die AfD-Landtagsfraktion entsandte ihn in den Petitionsausschuss.
Im Landtagswahlkampf erklärte Kühnlenz, sich im Landtag für Arbeiterinteressen und für die Verbindlichkeit von Bürgerentscheiden einsetzen zu wollen. Er sprach sich für Strom aus Kohle- und Kernkraftwerken und gegen Windkraftanlagen aus.
Am 4. Mai 2024 wurde Kühnlenz im Wahlkampf zur Europawahl in Deutschland 2024 an einem AfD-Infostand in Nordhorn von zwei Vermummten mit Eiern beworfen und geschlagen.